# Peter Carl Brauweiler
Peter Carl Brauweiler (* 30. August 1803 in Düren; † 7. Juli 1871 in Bonn) war der letzte nebenberufliche Bürgermeister der Stadt Düren.
Peter Carl Brauweiler war hauptberuflich Apotheker. Am 21. März 1851 wurde er erster Beigeordneter seiner Heimatstadt. Zwei Jahre später wurde er zum kommissarischen Bürgermeister ernannt. Am 24. Oktober 1856 wurde er zum Bürgermeister gewählt. Seine Amtszeit endete am 20. November 1868. Brauweiler wurde auf dem städtischen Friedhof in der Kölnstraße, heute Konrad-Adenauer-Park, begraben. Sein Vorgänger war Thomas Josef Heimbach, sein Nachfolger wurde Hubert Jakob Werners.